# Thalamitinae
De Thalamitinae vormen een onderfamilie van krabben (Brachyura) uit de familie Portunidae.

## Geslachten
De Thalamitinae omvatten de volgende geslachten:
- Charybdis De Haan, 1833
- Cronius Stimpson, 1860
- Thalamita Latreille, 1829
- Thalamitoides A. Milne-Edwards, 1869

### Uitgestorven
- Eocharybdis  †  Beschin, Busulini, De Angeli & Tessier, 2002